# فرودگاه ویلکز بار - وایومینگ ولی
فرودگاه ویلکز بار - وایومینگ ولی  (به انگلیسی: Wilkes-Barre Wyoming Valley Airport) یک فرودگاه است . این فرودگاه در کشور ایالات متحده آمریکا قرار دارد .